# Enköpingsvägen, Uppsala
För Enköpingsvägen mellan Stockholm och Enköping se Enköpingsvägen.

Enköpingsvägen är Uppsalas infart västerifrån. Som namnet antyder så är det också den väg som används för färd mot Enköping. 
Förr i tiden gick Enköpingsvägen ända fram till Uppsalas innerstad. Under början av 1970-talet byggdes Luthagsesplanaden om till stor trafikled och Enköpingsvägen anslöts till denna istället. Vägdelen mot innerstadsdelen bytte då namn till S:t Johannesgatan. Efter 1995 byggdes Bärbyleden om, och ytterligare en del bytte namn då den östligare delen började räknas som en del av Luthagsesplanaden. Enköpingsvägen ansluter till Luthagsesplanaden och Bärbyleden i en stor trafikplats. Vägen är hårt trafikerad, och via Bärbyleden har den anslutningar till E4. Vägen är dubbelfilig och mötesfri men har plankorsningar. Dessa har fått hård kritik på grund av den höga trafikintensiteten, och Vägverket planerar att bygga om vägen för att få bort plankorsningarna.